# Lonja de la Seda
La Lonja de la Seda de Valencia o  Lonja de los Mercaderes (en valenciano Llotja de la Seda o Llotja de Mercaders) es una obra maestra del gótico civil valenciano situada en el centro histórico de la ciudad de Valencia (España). Declarada, en 1996, Patrimonio de la Humanidad por la Unesco, se encuentra situada en la plaza del Mercado, número 31, frente a la Iglesia de los Santos Juanes y del Mercado Central de Valencia.
Francesc Baldomar fue el autor del proyecto original de la Lonja de Valencia, lo comenzó a elaborar entre los años 1470-1471. En 1481, cinco años después de su muerte (1476), sus discípulos Joan Ivarra y Pere Compte recibieron el  encargo de terminar de construirla según los magníficos planos originales que había dibujado en sus últimos años de vida. Los documentos apuntaban a un plano de igualdad entre ambos: "que un mestre no sia subordinat al altre nil altre al altre", es decir, que ninguno fuera más importante que el otro, así como también que la Lonja se debía hacer: "qual es feta en mostra molt ben divuissada o en altra manera segons millor", es decir, como en un plano muy bien dibujado que existía o de otra forma mejor.
Su planteamiento siguió el modelo de la Lonja de Palma de Mallorca, constituyéndose en un edificio emblemático de la riqueza del Siglo de Oro valenciano (siglo XV) y muestra de la revolución comercial durante la Baja Edad Media, del desarrollo social y del prestigio conseguido por la burguesía valenciana.

## Historia
La construcción de la Lonja, en valenciano «llotja», en la Comunidad Valenciana y las islas Baleares, se ha interpretado como el resultado de la prosperidad comercial conseguida por Valencia en el siglo XV, y como un símbolo del poder de la ciudad para atraer a los comerciantes, en un momento en que ya se vislumbraban tiempos difíciles para la economía local agravados por el descubrimiento de América y el consiguiente desplazamiento del comercio del Mediterráneo hacia el Atlántico.
Las lonjas de comercio en la Corona de Aragón se construían siguiendo el mismo esquema: una sala de planta rectangular sostenida por columnas. La de Valencia fue precedida por la Lonja de Barcelona (1380-1392) y la Lonja de Palma (1420-1448), con unos pilares helicoidales donde se sostienen las bóvedas de crucería de tres naves. Entre los años 1541 y 1551 se edificó la lonja de Zaragoza del mismo tipo, pero ya con estilo renacentista. Considerando que el esquema arquitectónico era siempre el mismo, el Consejo General de la Ciudad, en 1469, insistió en la belleza del edificio que debía ser: «muy bella, magnífica y suntuosa, la cual sería honor y ornamento de esta insigne ciudad».

### Patrimonio de la Humanidad de Valencia

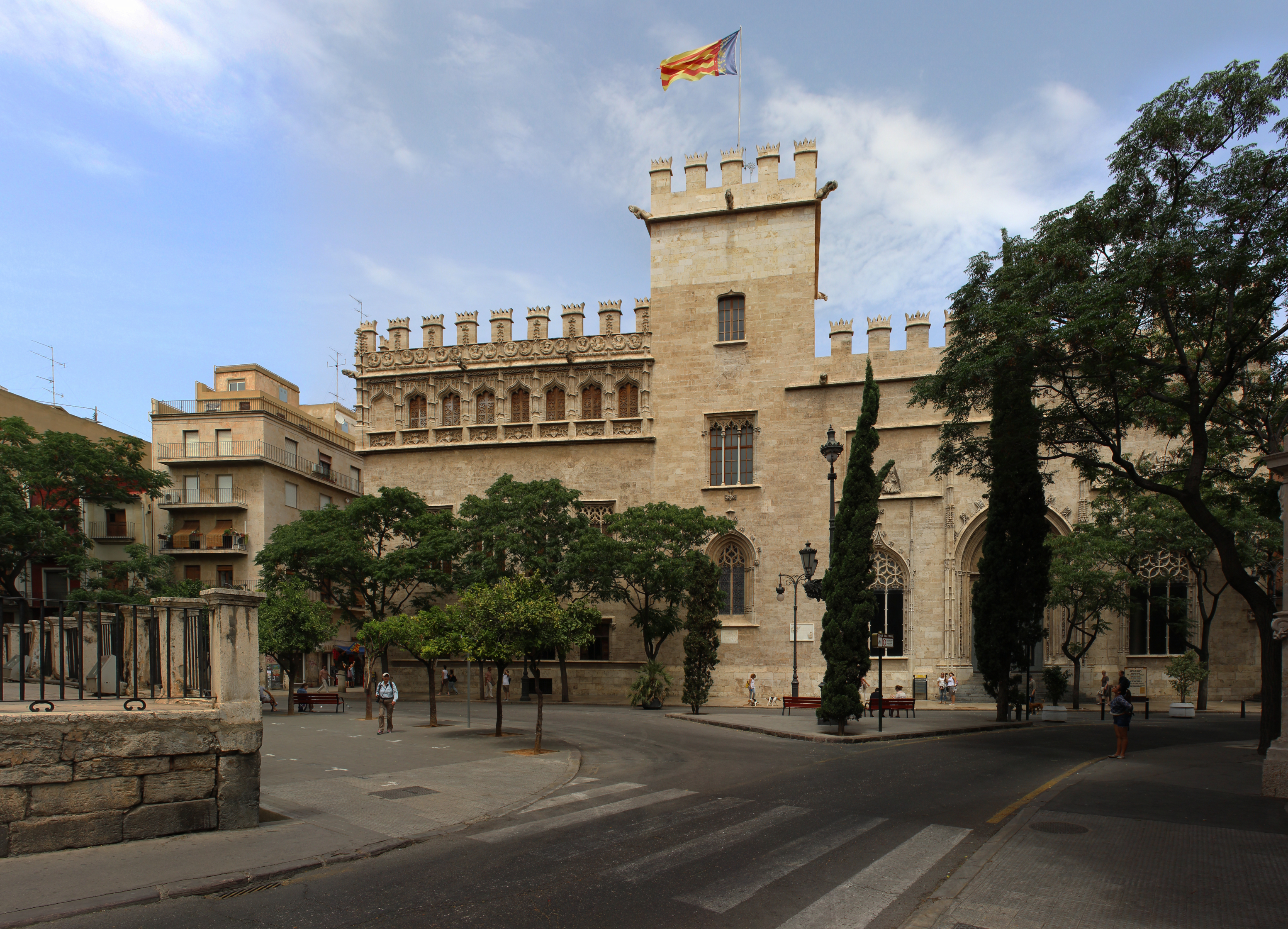
Vista exterior.

Fue nombrado Monumento Nacional desde el año 1931, y la Unesco declaró la Lonja de la Seda Patrimonio de la Humanidad el 5 de diciembre de 1996, como «ejemplo totalmente excepcional de un edificio secular en estilo gótico tardío, que ilustra de manera espléndida el poder y la riqueza de una de las grandes ciudades mercantiles del Mediterráneo», siendo considerada como uno de los más brillantes ejemplos del gótico civil europeo. Las fachadas rectangulares de piedra picada, los suntuosos medallones renacentistas, las artísticas esculturas y gárgolas, las perfectas proporciones de las puertas y ventanas, de los escudos y de los merlones, recuerdan el esplendor del gótico tardío valenciano.
En el año 2013, gracias a un novedoso método de valoración específicamente diseñado para inmuebles histórico-artísticos, se estimó el valor de la Lonja entre 350 y 400 millones de euros.
La Lonja de la Seda se sitúa en el mismo centro de la ciudad (barrio del Mercado), delante de la plaza del Mercado, calificada por numerosos cronistas como un escenario colorista y ruidoso dotado de una sensualidad muy especial.

Construido entre 1482 y 1533, este conjunto de edificios se destinó desde un principio al comercio de la seda y desde entonces ha venido desempeñando funciones mercantiles. Obra maestra del gótico flamígero, la lonja y su grandiosa Sala de Contratación ilustran el poderío y la riqueza de una gran ciudad mercantil mediterránea en los siglos XV y XVI.
Unesco, 5 de diciembre de 1996 Declaración como Patrimonio de la Humanidad

## Contexto histórico
El Siglo de Oro valenciano fue una etapa de gran desarrollo económico y de gran influencia política y cultural, se creó la Taula de canvi, una banca municipal para soporte de las operaciones comerciales. La industria local, especialmente la textil, consiguió una gran promoción y la ciudad se convirtió en un centro comercial, al cual acudían mercaderes de todas las partes de Europa. A finales de este siglo se construyó la Lonja de la Seda, centro de transacciones y un verdadero templo del comercio. Uno de los banqueros con más negocio, el valenciano de origen judío Luis de Santángel,  sufragó el viaje a América de Cristóbal Colón.
Después de algunos años de inestabilidad derivados del periodo de sucesión, donde la dinastía del Casal de Barcelona se sustituyó por la castellana de los Trastamara, a lo largo del siglo XV, la ciudad lucía con todo su esplendor. El reino de Valencia se situó como la capital cultural y económica de la Corona de Aragón, y consiguió ser una de las ciudades más importantes de Europa en aquel siglo. La lonja era un símbolo de la pujanza y riqueza del Siglo de Oro de la ciudad.
En cuanto a la influencia política, ya desde finales del siglo XIV la influencia de Valencia en la Corona de Aragón se hizo cada vez más grande con personajes como San Vicente Ferrer y aún más a lo largo del siglo XV, hasta el punto que las dos únicas veces que un obispo hispánico llegó a papa fue con dos obispos valencianos: Calixto III y su sobrino Alejandro VI, naturales de Játiva y pertenecientes a la familia Borgia.

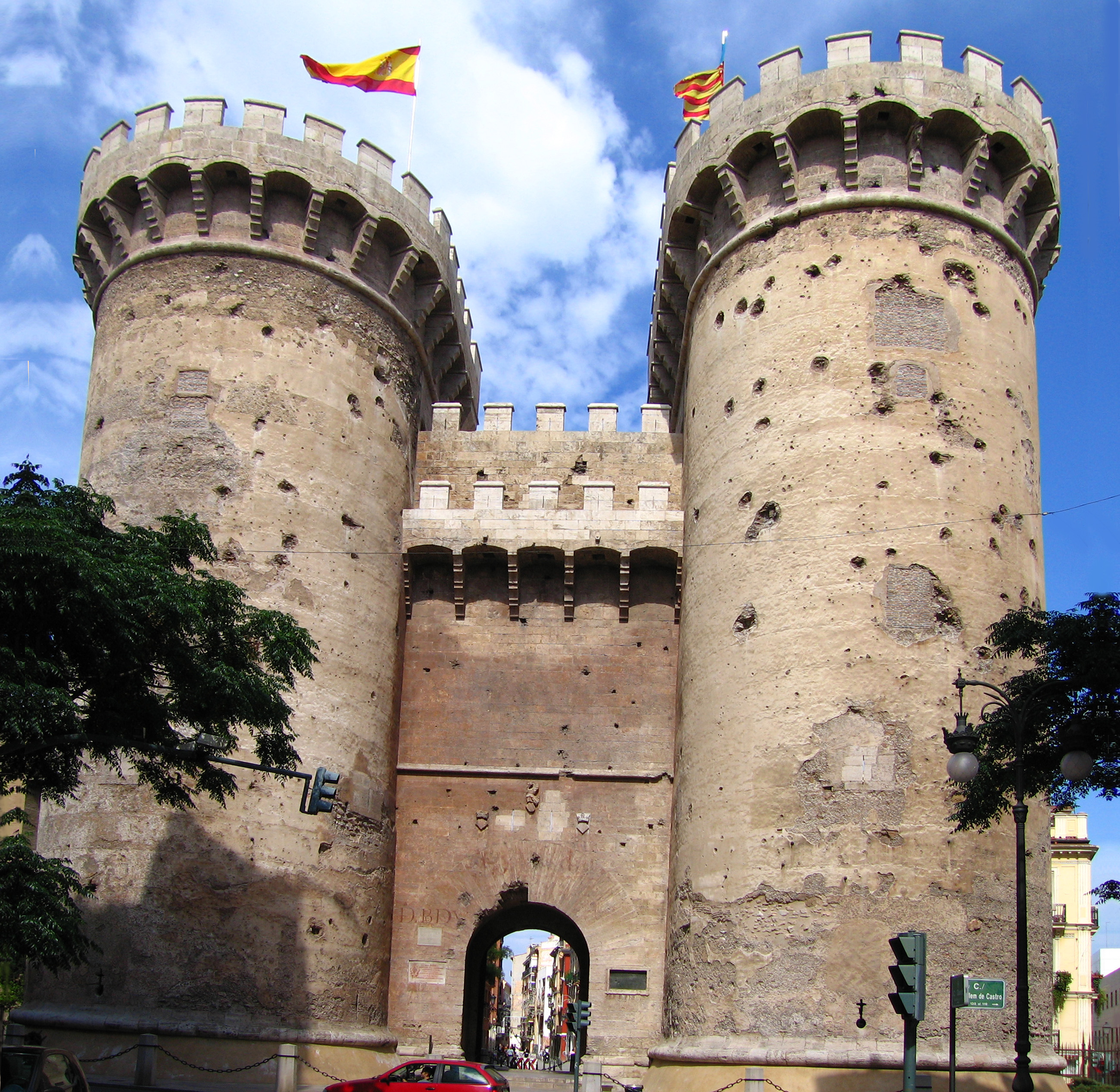
Las Torres de Quart (1460)
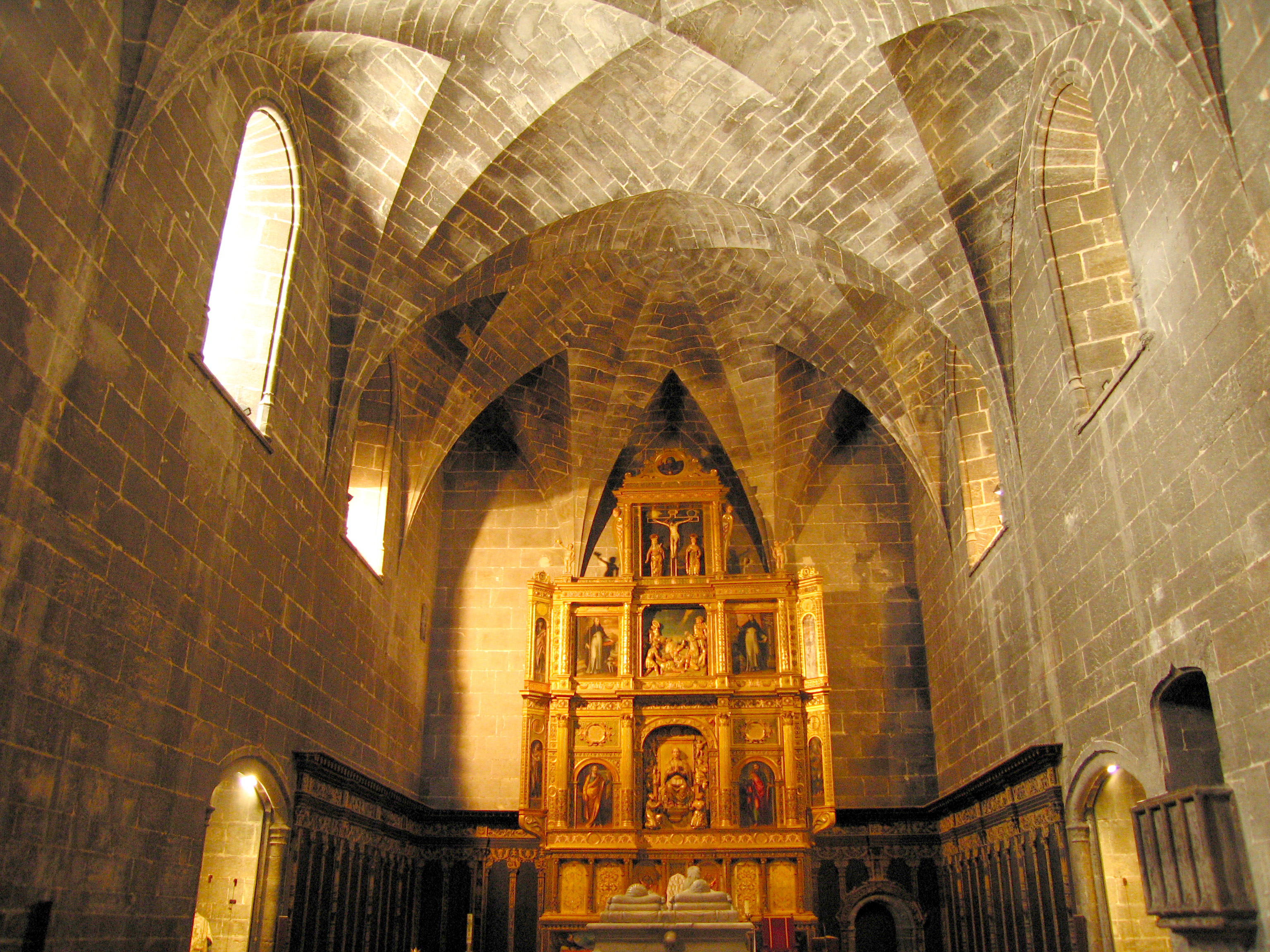
Capilla de los Reyes en el convento de Santo Domingo (Valencia)
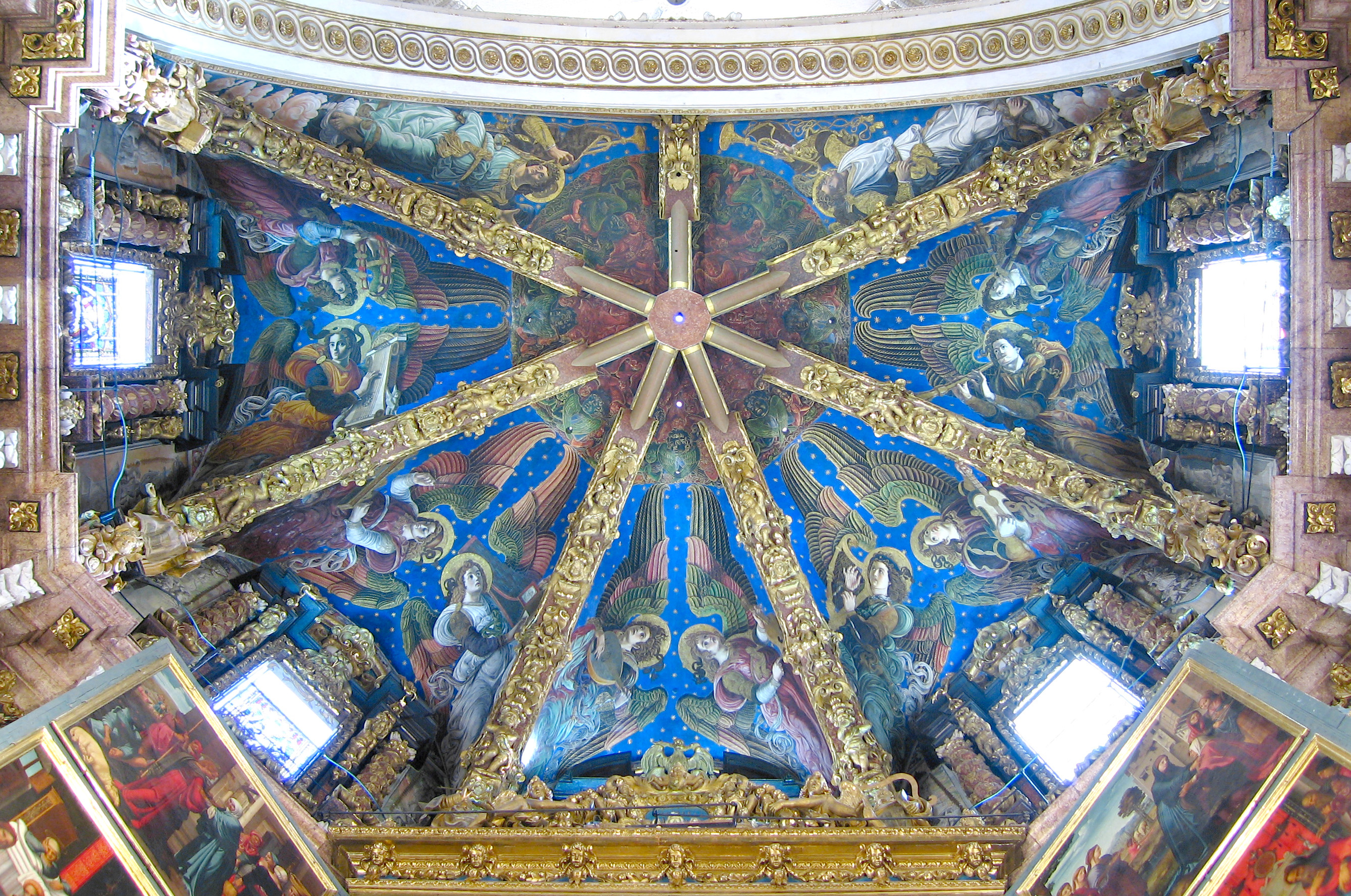
Bóveda del altar mayor de la catedral de Valencia
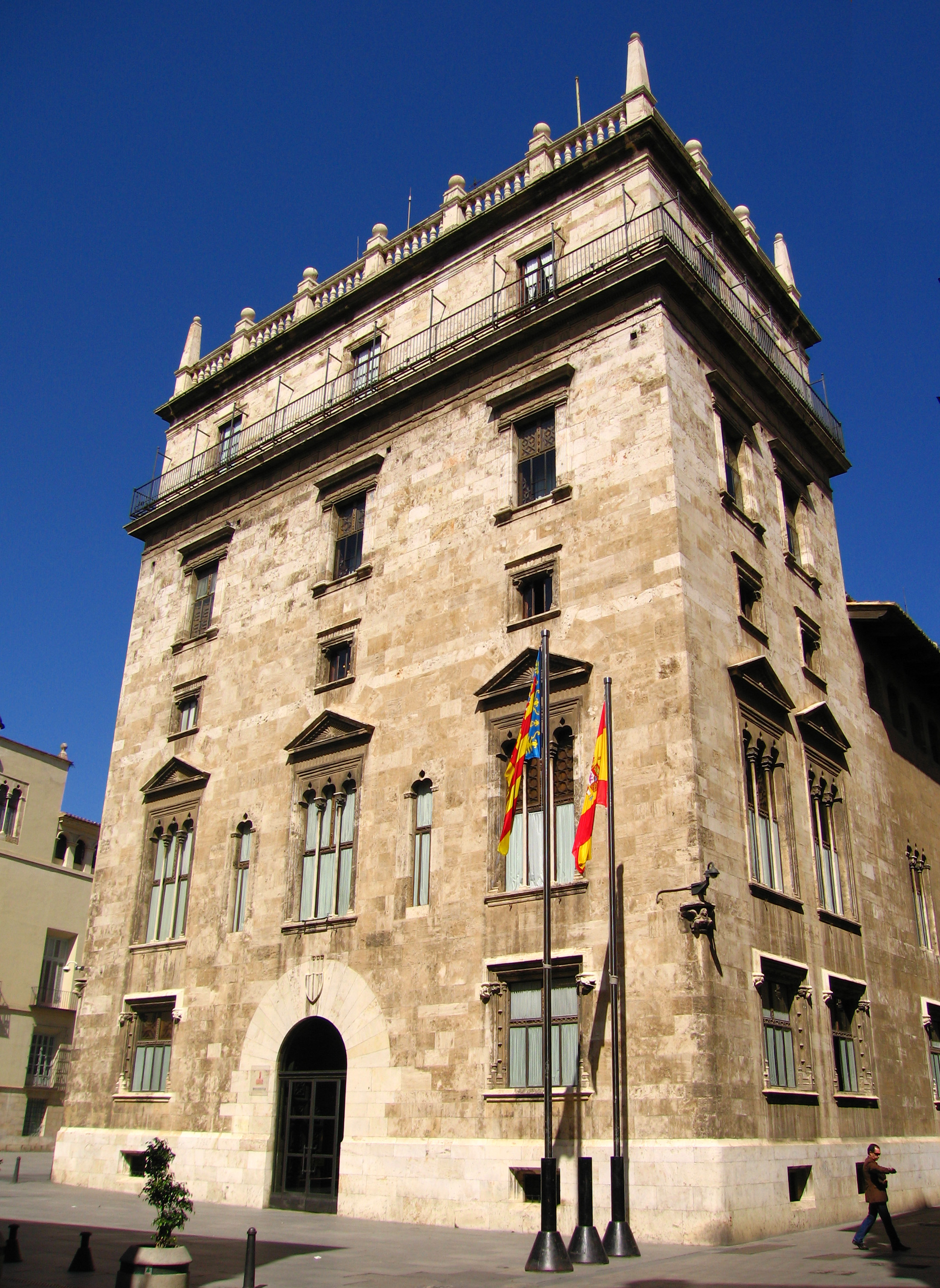
Palacio de la Generalidad Valenciana

En el ámbito artístico y cultural, aparte de La Lonja, se edificaron las Torres de Quart, la capilla de los Reyes del  convento de Santo Domingo, la bóveda del altar mayor de la Catedral de Valencia o el Palacio de la Generalidad Valenciana. En pintura y escultura sobresalieron Jacomart, Roderic de Osona, Paolo de San Leocadio, Vicente Macip o Damián Forment, en otros, y en literatura Ausiàs March, Joan Roís de Corella, Jaume Roig, Isabel de Villena o Joanot Martorell, autor de Tirante el Blanco. Consecuencia de este auge cultural, Valencia albergó la segunda imprenta de la Península, donde el maestro impresor Lambert Palmart imprimió la primera obra literaria en España en 1474: Obres e trobes en lahors de la Verge Maria. Apareció también el primer diccionario en lengua románica: Liber Elegantiarum, así como el primer estudio sobre ajedrez moderno probablemente es un escrito de Francesch Vicent, impreso y publicado en Valencia a finales del siglo XV con el título Libre dels jochs partits dels schacs en nombre de 100, ordenat e compost per mi Francesch Vicent nat en la ciutat de Segorb e criat e vehi de la insigne e valerosa ciutat de Valencia. El 30 de abril de 1499, fue creada la Universidad de Valencia.

### La Lonja del Aceite

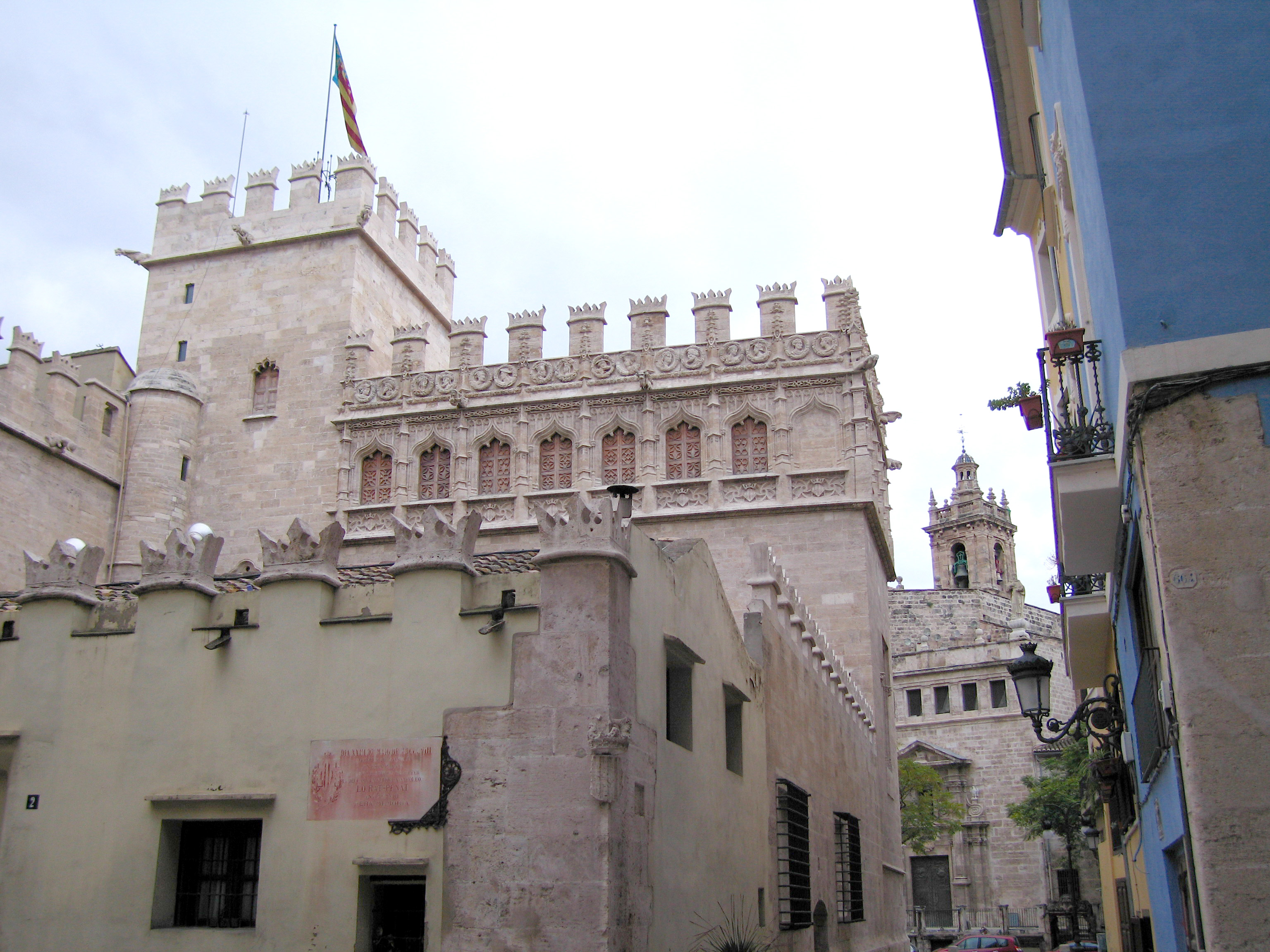
La Lonja desde la plaza de la Companyia.

Cerca la plaza de la Compañía, detrás de la actual Lonja, existía una anterior que, según Manuel Sanchis Guarner, está documentada desde antes de 1341 y recibía el nombre de Llotja de l'Oli (Lonja del Aceite). Esta lonja, según el mismo autor, estaba parcialmente abierta, es decir, respondía a la tipología de loggia italiana (edificio abierto por uno o más lados, sustentado por arcos o columnas). La Lonja del Aceite, no solo se empleaba para el comercio de este producto, sino para todo tipo de operaciones mercantiles.

### La seda
El nombre que recibe el edificio de Lonja de la Seda deriva del hecho que el tejido de seda era desde el siglo XIV al siglo XVIII la industria más potente de la ciudad. En el siglo XIV ya había sederos locales, mayoritariamente judíos, y más tarde conversos, agrupados en 1465 en la «cofradía de la Virgen de la Misericordia», bajo cuya advocación hay una capilla en la Lonja construida entre 1484 y 1486.
Cuando se estaba edificando la Lonja de la Seda, la industria sedera de Valencia tuvo un gran auge, traducido en los 293 maestros sederos censados en la ciudad en 1487. Al final del siglo XVII, tan importante era la seda en las transacciones comerciales que la Lonja de Mercaderes pasó a ser conocida como de la Seda. Durante la segunda mitad del XVIII fue el momento de máximo esplendor: veinte cinco mil personas se dedicaban a la industria de la seda en la ciudad, que contaba con más de tres mil telares. Así mismo, a partir de 1790 empezó el ocaso de la industria sedera en Valencia, que nunca más volvió a remontar. No obstante, la lonja ha mantenido su nombre tradicional hasta nuestro días, en homenaje a la que fue pionera industria valenciana durante tantos siglos.

## Construcción

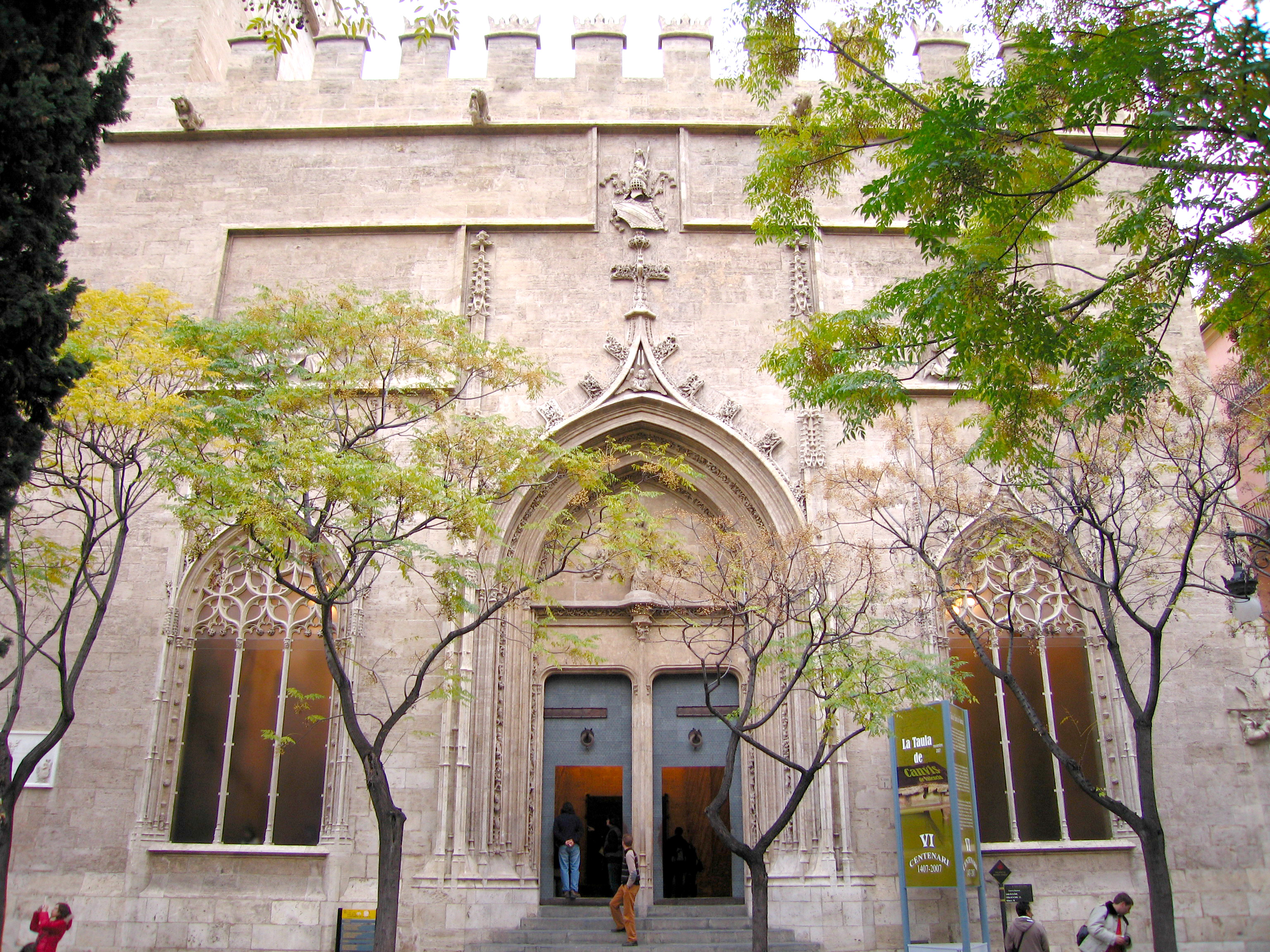
Fachada principal de la Sala de Contratación.

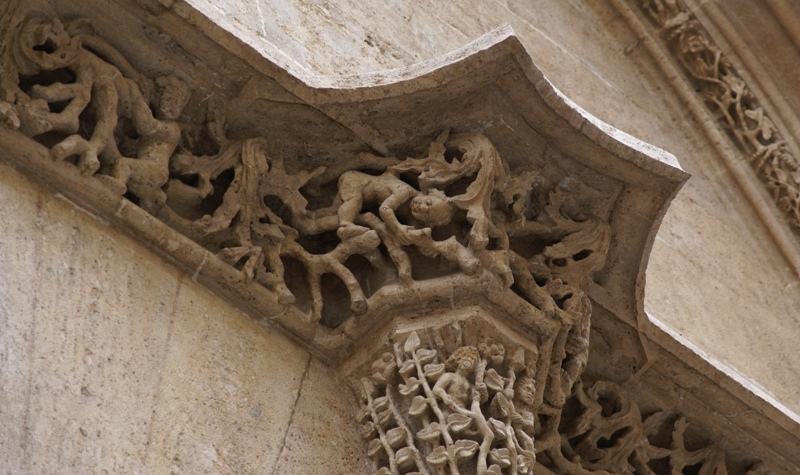
Decoraciones talladas en piedra.

Para poder construir su edificación se compraron y derribaron veinticinco casas próximas al mercado. Su construcción se asemeja a la de los castillos medievales por sus gruesos muros, sus almenas, su torreón y el aspecto de fortaleza que representa el edificio. Las obras empezaron con el derribo de las casas, la adecuación del terreno y las entregas de materiales al maestro de obras de la ciudad Francesc Biulaygua, de las que se tiene constancia desde el 16 de enero de 1483 y de la entrega de piedras para los picapedreros el 15 de febrero. El principio oficial de las obras puede considerarse con fecha del 5 de febrero de 1483 y el 14 de marzo se pagaron los primeros jornales a Pere Comte y a Johan Yvarra: pro salarium eorum et Sue comitive. En junio se decide pagar … no a estalls sinó a jornals «(no a destajo sino a jornales)». En esta misma fecha se decide que el portal principal... sia principiat a llavorar e les finestres que ab aquell serán contigües e tot el restant de l'enfront sia fet de pedra picada ab artificiós magisteri llavorada ab les imatges e maçoneries e fullatges. «(..se comience a trabajar en las ventanas que en ésta estarán contenidas y todo lo restante del frontal sea hecho de piedra picada con artificiosa maestría laborada con las imágenes y mazonerías y follajes)». En octubre de 1483 el maestro de obra de la ciudad Biulaygua terminó sus trabajos en el terreno y desaparece de toda documentación.

## Arquitectura

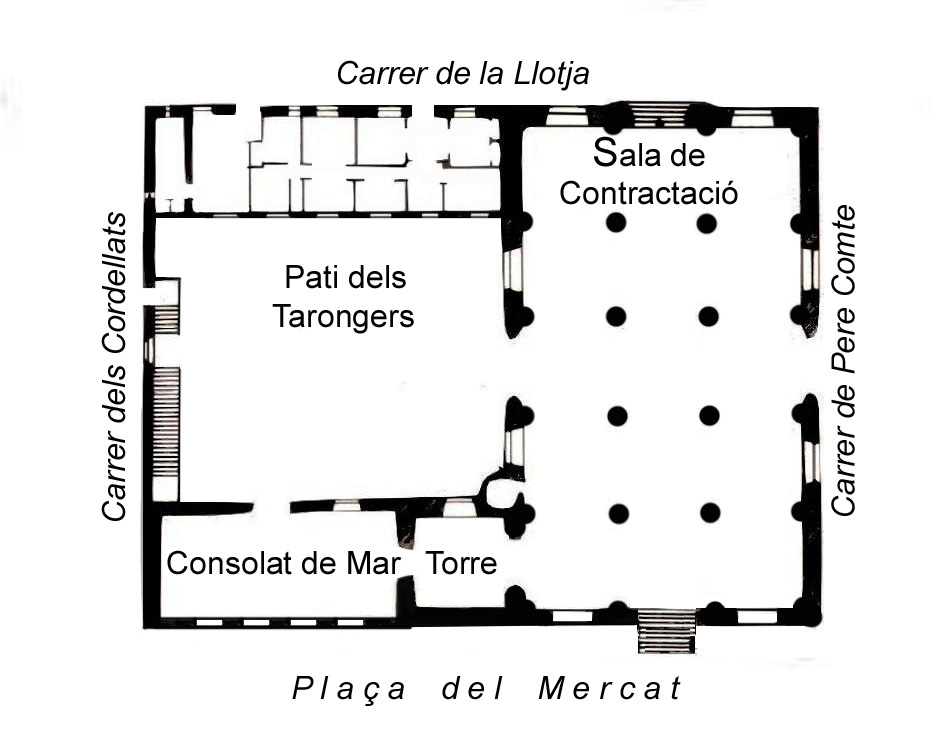
Plano de la Lonja de la Seda.

La Lonja está formada por cuatro partes que son: la Torre, donde se encuentra un calabozo en el cual eran introducidos los ladrones de seda y los mercaderes y comerciantes poco honrados hasta que venían hacerse cargo de ellos las autoridades pertinentes, la Sala del Consulado del Mar, antiguamente casa de la ciudad, el Patio de los Naranjos y el Sala de Contratación o Salón Columnario. La superficie del monumento supera los 2000 metros cuadrados entre zonas edificadas y no edificadas. 
El edificio se adapta a un solar rectangular, el sur mira hacia la plaza del Mercado, el oeste hacia la calle de los Cordellats, el norte hacia la calle de La Lonja y la parte este hacia la calle de Pere Compte. Enfrente mismo se encuentran el  Mercado Central y la iglesia de los Santos Juanes.
Vista desde la plaza del Mercado, la parte derecha del edificio corresponde a La Lonja propiamente dicha, también conocida como Sala de contratación o Salón columnario (1483-1498); a su izquierda se encuentra la Torre central (1483-1498), de tres cuerpos empleados para capilla (el piso bajo) y para prisión (los dos pisos superiores). Un poco más hacia la izquierda hay el cuerpo constituido por tres plantas del Consulado del Mar, que se añadió posteriormente (1498-1548). El Patio de los Naranjos articula las tres zonas del edificio, que ocupan más de dos mil metros cuadrados en total.
Para construir La Lonja,  un modelo fue la Lonja de Palma, realizada por Guillem Sagrera en 1448, el cual, a su vez, se había inspirado probablemente en el aula capitular del convento de Santo Domingo de Valencia de principios del siglo XIV.
La Lonja de Valencia, sin embargo, presenta una medida y una ornamentación más grande que la mallorquina. La de Valencia destaca por la riqueza de la decoración flamígera en las ventanas, por las puertas monumentales con arcos conopiales y por sus pequeñas esculturas y las veintiocho gárgolas, la mayoría con escenas satíricas o eróticas. Además, tiene una gran profusión de escudos con los cuatro palos del rey de Aragón, entre los que se destaca el de la clave de bóveda central de la Sala de Contratación y, sobre todo, los que se encuentran en los ángulos de las plazas del Mercado y del Doctor Collado rodeados por ángeles.

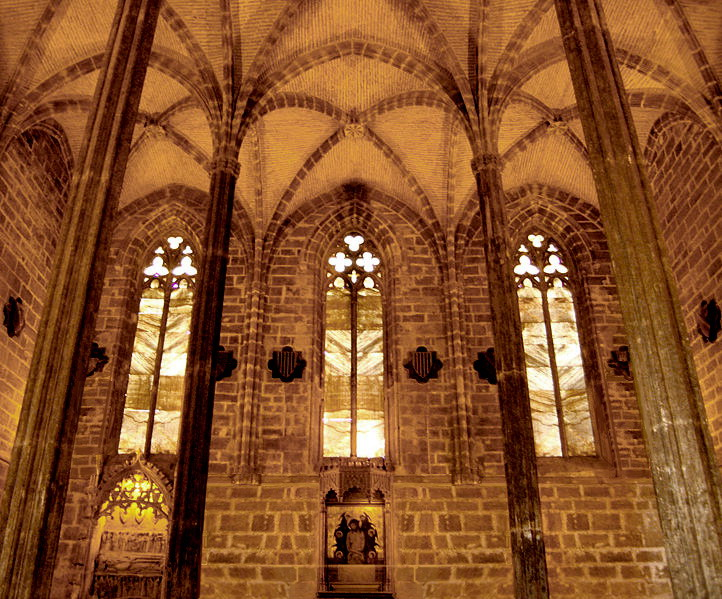
Sala capitular de Santo Domingo. Presenta cuatro columnas exentas, (1310-1320).
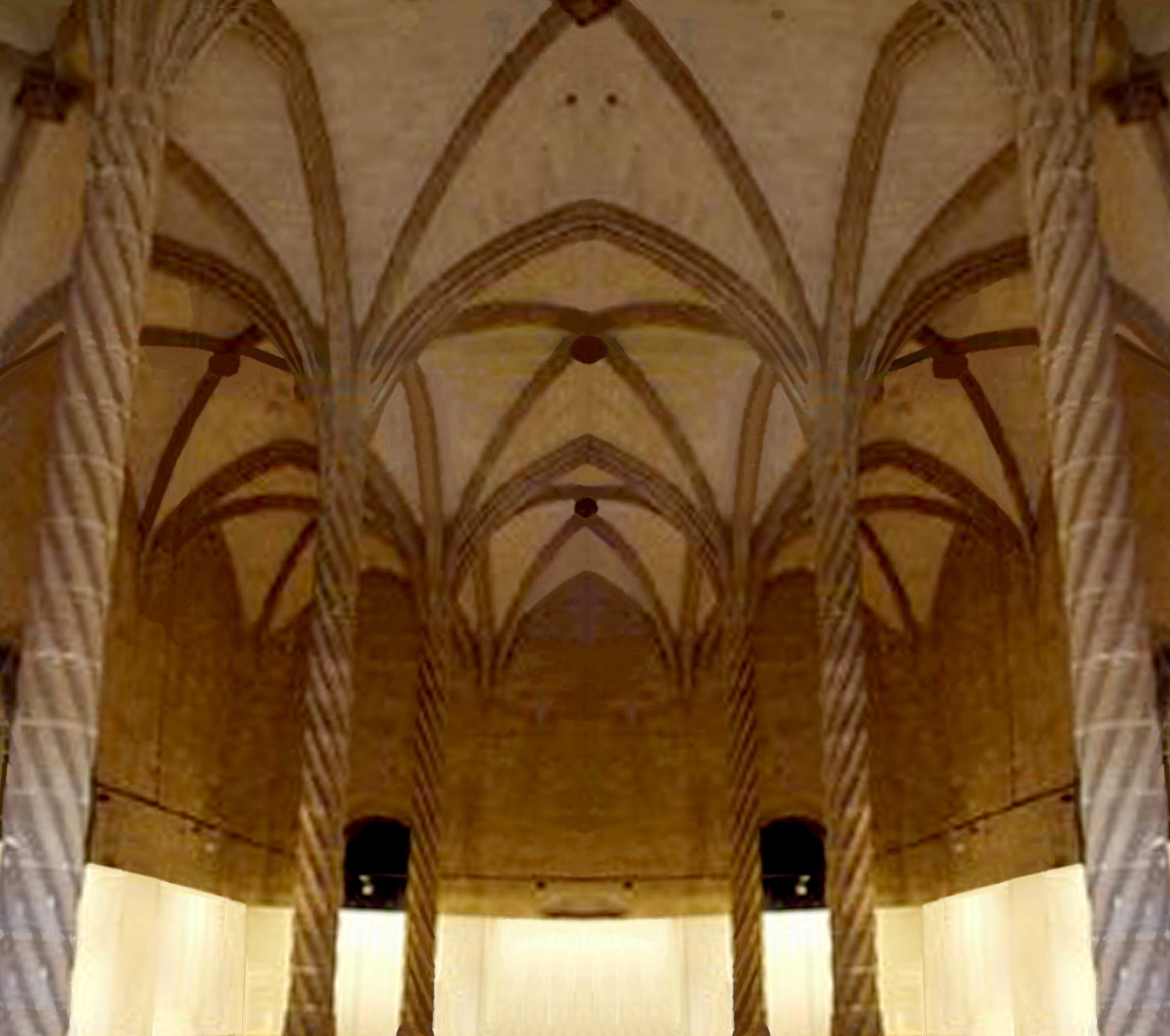
Lonja de Palma. Presenta seis columnas exentas, (1426-1448).
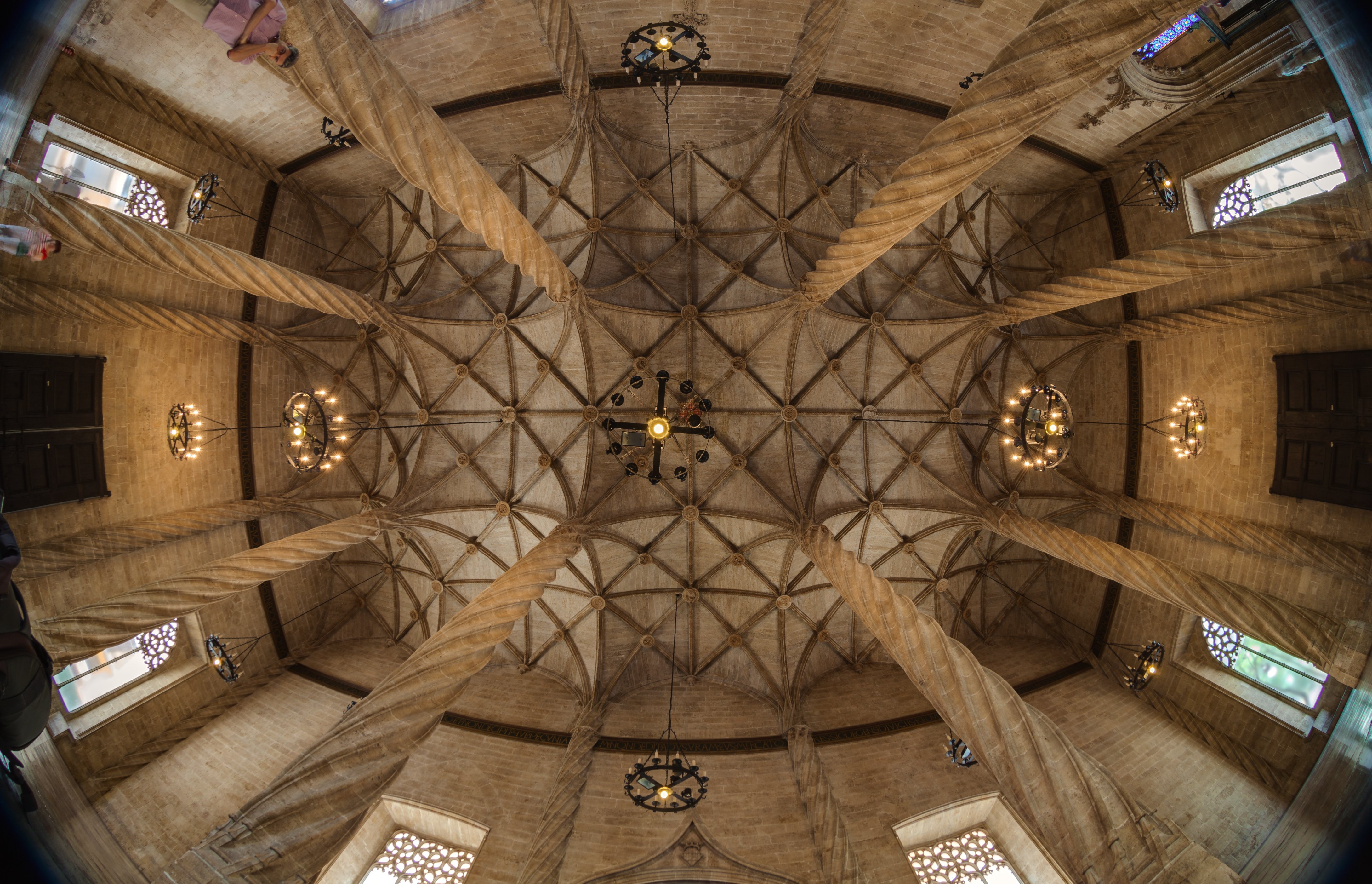
Lonja de la Seda, presenta ocho columnas exentas, (1482-1499).

### El salón columnario o sala de contratación

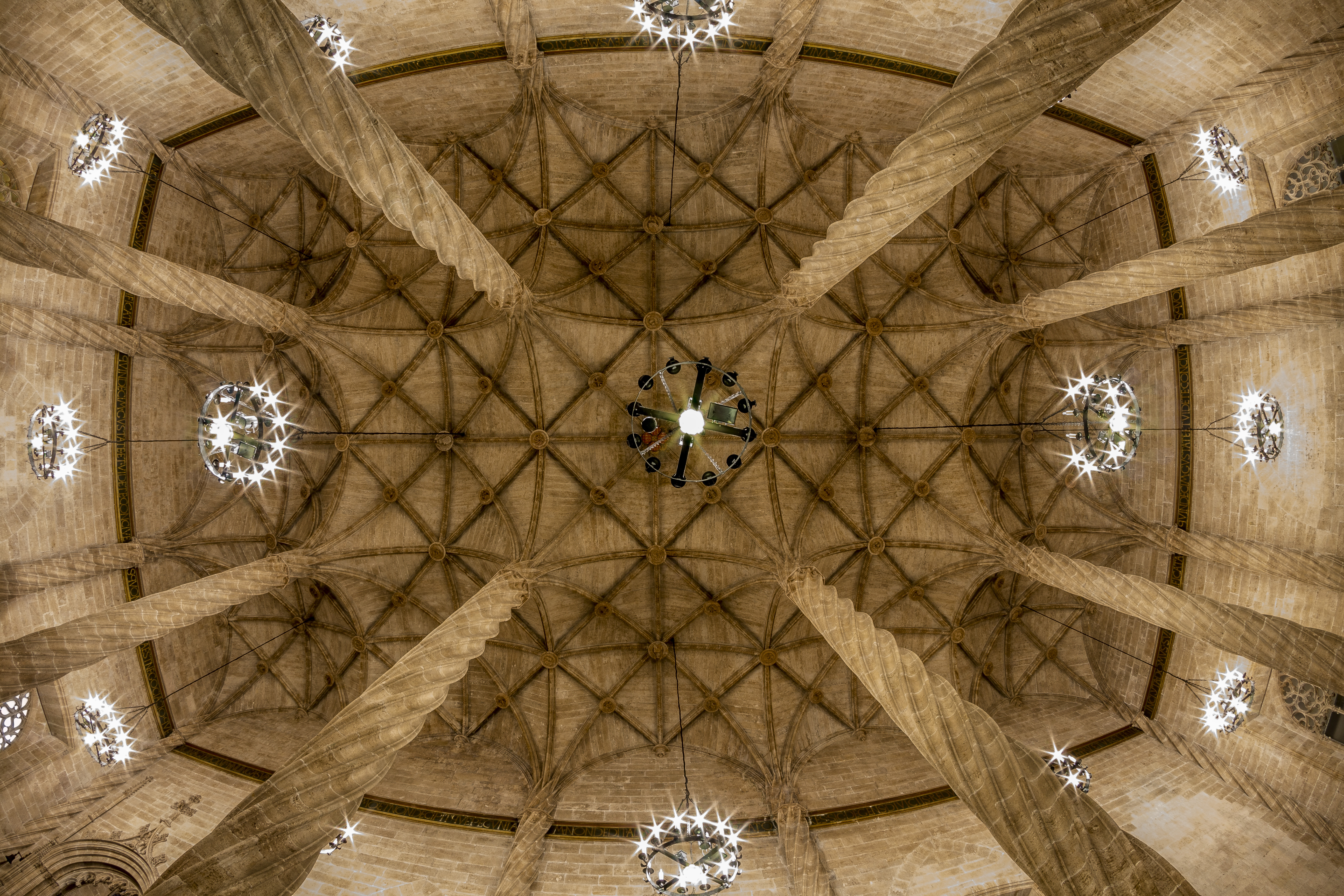
Vista de ojo de pez del techo del Salón Columnario

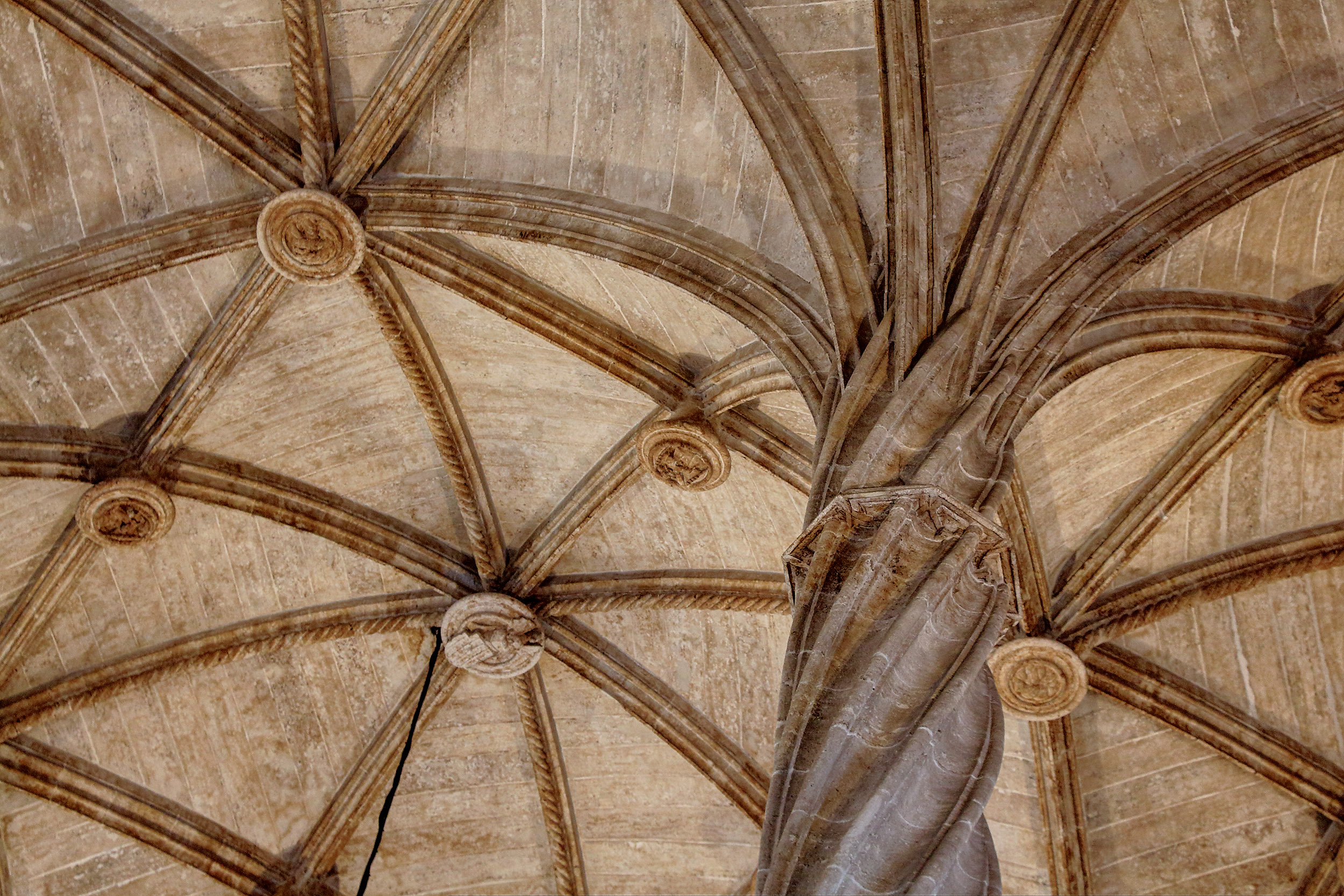
Detalle de columna y bóveda

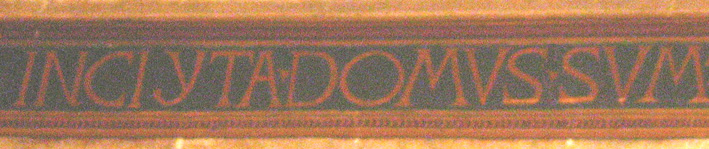
Primera frase de la inscripción latina del Salón de la Contratación.

El Salón Columnario o Sala de Contratación es una gran estancia interior, con tres naves longitudinales (ancho total de 21,4 m) y cinco naves transversales ( fondo total de 35,6 m), cuyo techo es un conjunto de bóvedas de crucería, de una altura de 17,4 m, sostenidas sobre 8 esbeltas columnas helicoidales  y dieciséis pilastras del mismo tipo que sostienen las bóvedas. De las columnas de once metros de altura nacen unos nervios que se extienden sobre tramos cuadrados a la misma altura y que conforman unas bóvedas casi esféricas. Esta geometría esférica permite la multiplicación de nervaduras y de claves; los nervios forman una doble retícula por tramo reforzada con otros diagonales en cada cuadrado. Las claves llegan al número nueve por tramo.
A la sala de Contratación se accede por unos portales formados por arcos conopiales dispuestos entre largos pináculos, se encuentran en la fachada principal (plaza del Mercado) como en la posterior (plaza de La Lonja). Estos portales se forman con grupos de esbeltas cañas prismáticas rematadas por agujas floridas. Hay también dos puertas laterales, una que abre a la calle de Pere Compte y otra al Patio de los Naranjos. Las fachadas están rematadas con merlones.
La Lonja fue diseñada como un templo al comercio y presenta un marcado carácter simbólico, en el que se ha querido ver la representación del paraíso en el que las columnas serían los troncos de las palmeras y las cúpulas representarían la bóveda celeste, que se encontraba originalmente pintada de azul con estrellas doradas. El municipio instaló aquí la taula de canvis, creada en 1407 por privilegio del rey Martín I el humano, para realizar las operaciones bancarias del momento del siglo XV, donde se realizó la primera letra de cambio. En solo quince años (1483-1498), fueron capaces de acabar la Sala de Contratación, cuerpo principal del edificio. A lo largo de la parte más alta de las cuatro paredes, lindando con las bóvedas, existen unas inscripciones en latín realizadas en oro sobre un fondo oscuro, en forma de cenefa, que recuerda a los comerciantes sus deberes como mercaderes y buenos cristianos de no actuar con usura en el negocio para conseguir así la vida eterna. La inscripción, en latín, (por duplicado, una vez sobre los muros sur y oeste y una segunda sobre los de la parte norte y este) dice así: 
| Inclita domus sum annis aedificata quindecim. Gustate et videte concives quoniam bona est negotiatio, quae non agit dolum in lingua, quae jurat próximo et non deficit, quae pecuniam non dedit ad usuram eius. Mercator sic agens divitiis redundabit, et tandem vita fructur aeterna. | Casa famosa soy en quince años edificada. Probad y ved cuan bueno es el comercio que no usa fraude en la palabra, que jura al prójimo y no falta, que no da su dinero con usura. El mercader que vive de este modo rebosará de riquezas y gozará, por último, de la vida eterna. |

### La Torre

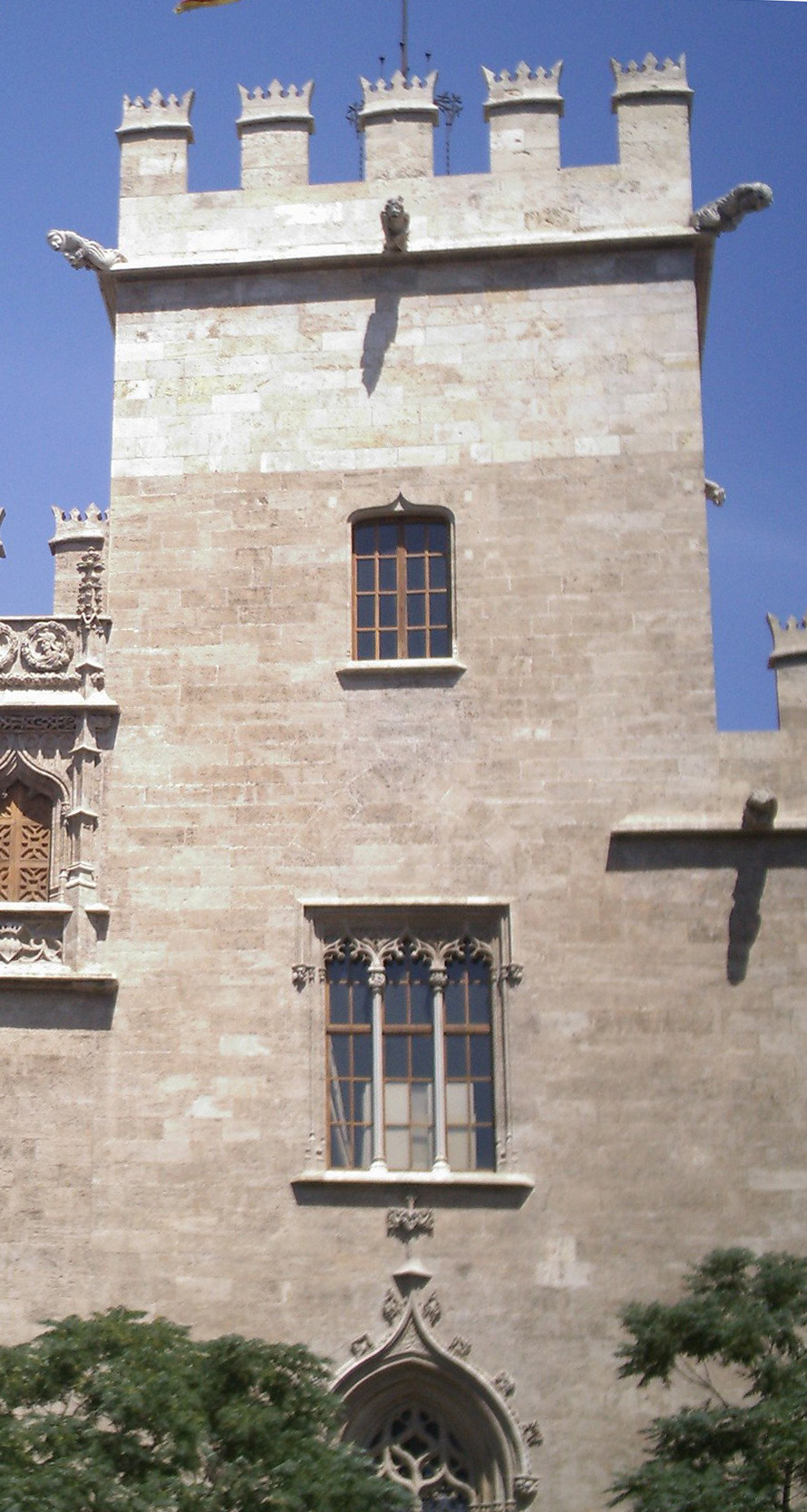
Torre de la Lonja, el remate de la cual, restauración de los años 1885/1902, se presenta en color más claro.

La torre de la Lonja, fue construida a la vez que la Sala de Contratación, es cuadrangular y más o menos, un tercio más alta que el resto del edificio. El restaurador Josep Aixa le añadió los merlones que hoy día presenta, entre los años 1885 y 1902, copiando los de las cubiertas de la Sala de Contratación y del Consulado del Mar.
Desde el Salón Columnario hay una escalera de caracol para acceder a la torre. Por falta de acondicionamiento no se puede visitar como tampoco la escalera, que es un trabajo de gran virtuosismo, donde se demuestra el dominio de las técnicas arquitectónicas. Esta espléndida escalera está formada por un ojo de caracol abierto con helicoide de arista, con los escalones adosados al muro circular. Por la cual se accede a las salas superiores de la torre, contaba originariamente con ciento diez escalones, pero en la restauración realizada por el escultor Josep Aixa y el arquitecto Antoni Ferrer, se le añadieron otros treinta y dos, ya que se consideró que la torre había quedado inacabada. La escalera de la torre tiene veintiséis metros de altura, por lo tanto cuenta con ciento cuarenta y dos escalones totales de una medida de dieciocho centímetros de alto. Los pisos altos de la torre se destinaban a prisión para los mercaderes morosos en sus pagos.

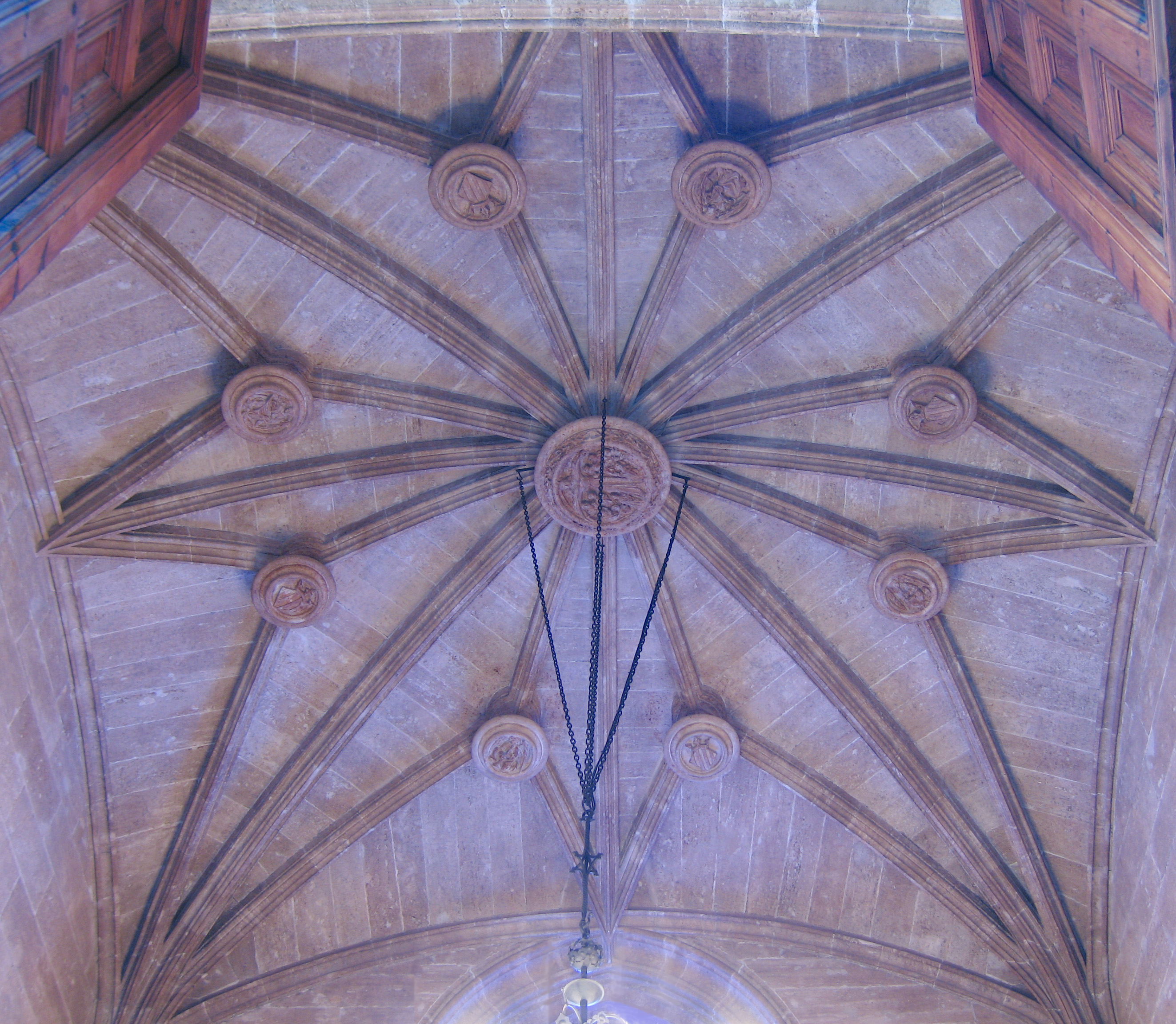
Bóveda de crucería estrellada de la capilla.

La planta baja del edificio era la capilla, construida en los años 1484-1486, atribuida a Juan Guas, la cual cuenta con una bóveda de crucería estrellada en cuyas ménsulas se encuentran la representación de los cuatro evangelistas. Juan de Córdoba cobró quince libras en mayo de 1484 por «pago de las obras hechas en la capilla de la lonja». El diseño de esta bóveda de crucería de la capilla, inédito hasta entonces en Valencia, hace pensar que este Juan era en realidad Juan Guas, maestro de obras del rey Fernando el Católico, el cual había empleado el mismo diseño en un edificio de Segovia. Esta bóveda consta de ocho pequeñas claves con escudos de la ciudad y ángeles músicos alternándose y rodeando una imagen de la Virgen de Misericordia, que se encuentra en la clave central, en el 1465 se habían agrupado bajo la advocación de esta Virgen la cofradía de los fabricantes de seda. La capilla tiene dos entradas una más ornada con la imagen del Creador sosteniendo la bola del mundo y con adornos góticos y otra por la que se accede al Pabellón del Consulado del año 1549 con el escudo de la ciudad en su parte central,

### Patio de los Naranjos

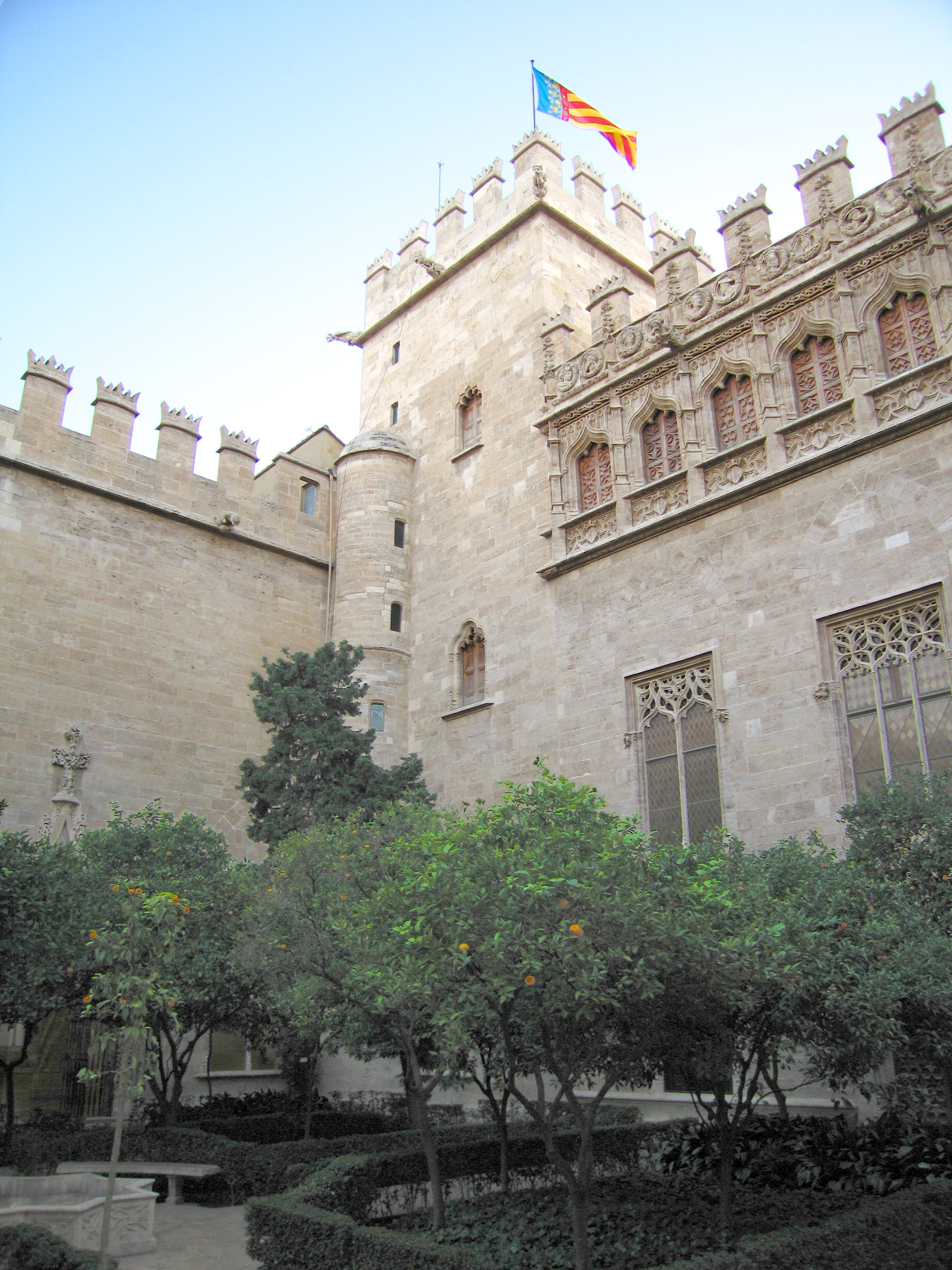
Patio de los Naranjos.

Otro de los elementos de La Lonja es su jardín, llamado Patio de los Naranjos, al cual se accede a través de la puerta de la Sala de Contratación, que se encuentra llena de detalles escultóricos. El lugar es un espacio tranquilo y relajante que cuenta con diversos naranjos y cipreses y con una fuente central en forma de estrella de ocho puntas. A su alrededor, hay unos bancos de piedra para descansar mientras se observan las satíricas gárgolas, los detalles de la fachada de poniente de la Sala de Contratación y los de la puerta del Consulado del Mar, al que se puede acceder desde el mismo patio a través de una amplia escalera de piedra al aire libre. Según Joan Fuster, en este patio se celebraban fiestas y ceremonias cuando venían los reyes de la dinastía de los Austria.

### Consulado del Mar

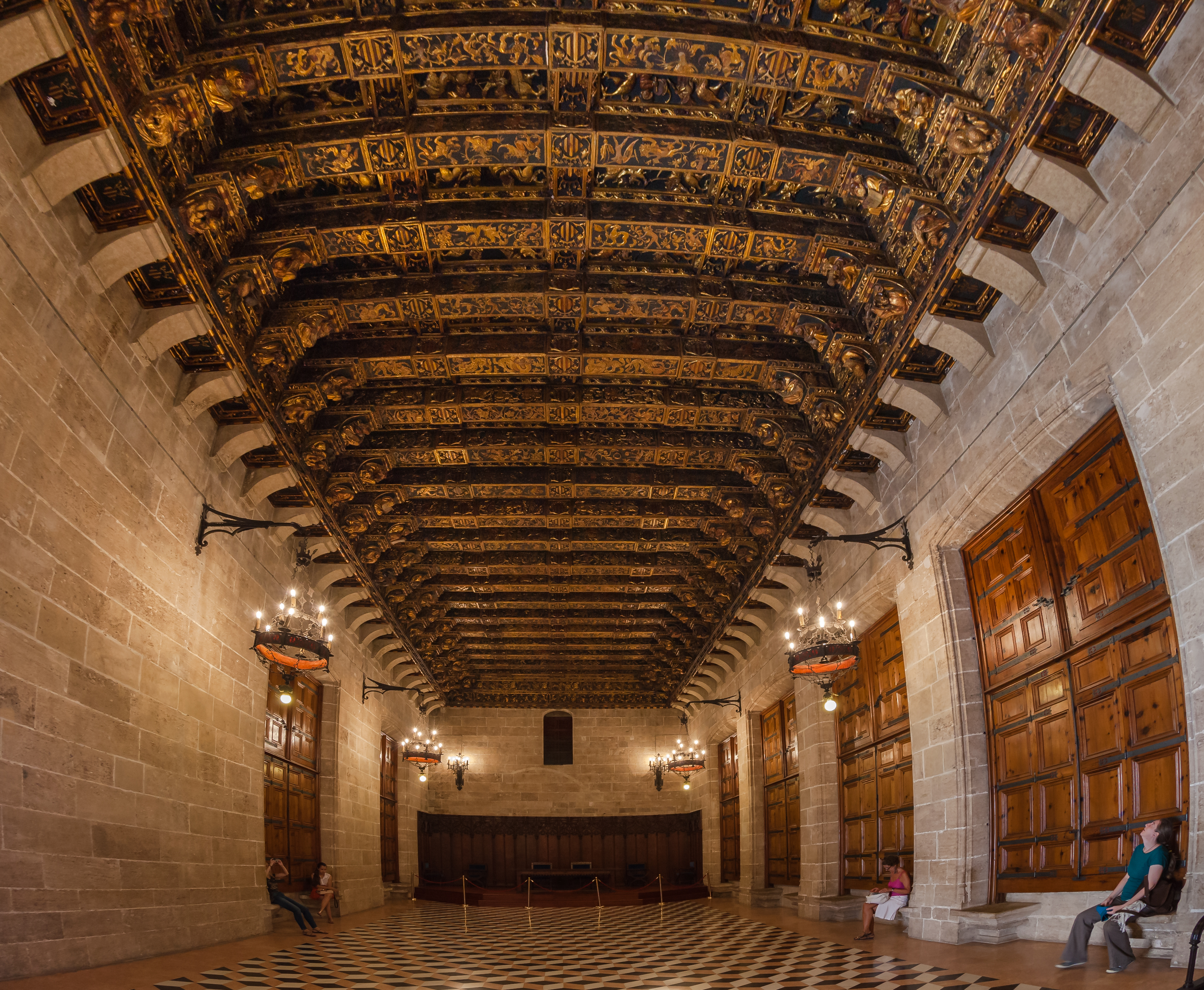
Sala Consulado del Mar.

En la parte izquierda del patio de los Naranjos, se encuentra el Consulado del Mar, institución creada en 1238 donde los jueces o los cónsules de comercio celebraban sesiones sobre asuntos marítimos y mercantiles. Empezado por Pere Compte, después de su fallecimiento en 1506, siguió con las obras Joan Corbera y fue finalizado en 1548 por el guipuzcoano Domingo Urtiaga, este consulado es de planta rectangular y de estilo renacentista y fue literalmente adosado al muro de poniente de la lonja original.

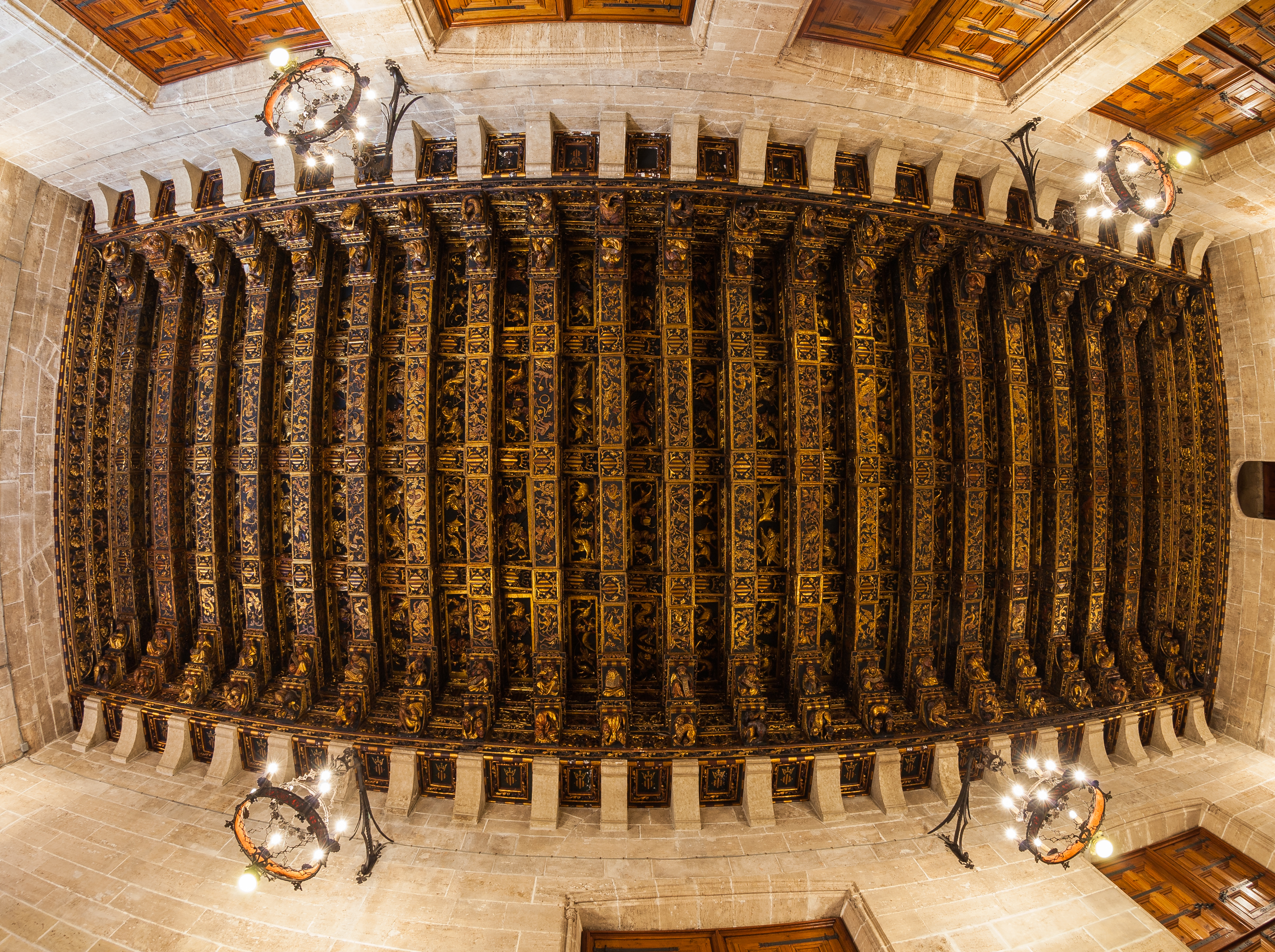
Techo de la Cámara Dorada del Consulado del Mar.

 Según Manuel Sanchis Guarner, el Consulado, con una profusa y graciosa decoración bastante italianizante, convive en feliz maridaje con la gótica Sala de Contratación.
En la primera planta, es donde se encuentra la Cámara Dorada, se accede a través de una escalera monumental de piedra, desde el patio de los Naranjos. Esta cámara está ornamentada con una techumbre de madera que fue realizada entre 1418 y 1445, cuyos comienzos fueron dirigidos por el maestro de las obras de la ciudad Joan del Poyo (1418-1428), coordinando a un grupo de artífices integrado por Bertomeu Santalinea, Julià Sanxo, los hermanos Joan y Andreu Çanou, Domingo Mínguez y Jaume Mateu; la cual fue rescatada de la antigua Casa de la Ciudad al ser derribada ésta durante el siglo XIX. Estuvo encajado de manera muy satisfactoria en la Cámara Dorada hacia el año 1921. Este techo, de madera policromada, vino a inaugurarlo, en su primera ubicación, Alfonso el Magnánimo, tiene centenares de piezas de carácter zodiacal, bélico, grotesco, quimérico, vegetal, musical y heráldico como el escudo de la ciudad de Valencia, que se repite decenas de veces.
La planta baja del Consulado, que se utiliza para exposiciones y audiovisuales, cuenta con un interesante techo de estilo renacentista. Se accede desde el patio de los Naranjos o desde la Capilla.

## Descripción exterior

### Plaza del Mercado

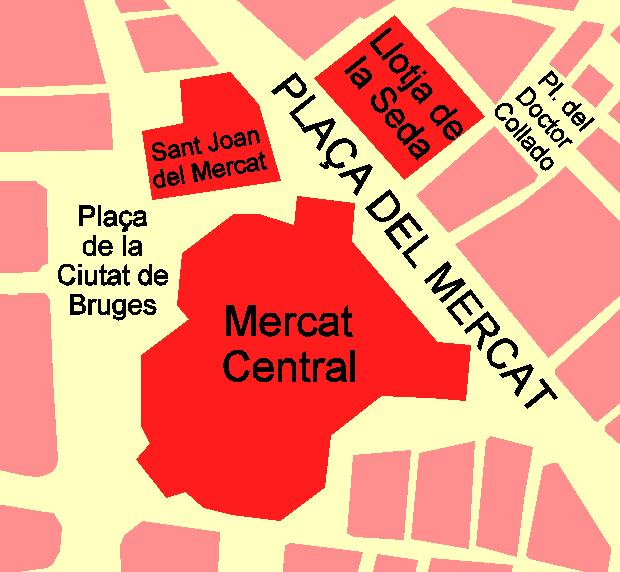
Plano de situación de la plaza del Mercado.

Según Joan Francesc Mira, la plaza del Mercado de Valencia, formada por la Lonja de la Seda, el Mercado Central y la  San Juan del Mercado, «es uno de los órganos esenciales del cuerpo de esta ciudad». En 1393 los jurados de la ciudad escribieron que la plaza del Mercado era punto de reunión de personas "bregoses, baralloses, reboltistes o d’altres perversitats".
Se construyó la lonja gótica a finales del siglo XV; los lombardos Jacobo Bertessi (de Cremona) y Antonio Aliprandi (de Milán) añadieron el recubrimiento barroco a la iglesia de los Santos Juanes al final del siglo XVIII; y los arquitectos barceloneses Alexandre Soler i March y Francesc Guàrdia i Vial edificaron el modernista Mercado Central al principio del siglo XX. Joan Francesc Mira dice de este conjunto tan aparentemente heterogéneo que «no se sabe como, los tres edificios hacen el efecto de ser exactamente como han de ser y ocupar el lugar que han de ocupar, uno delante o al lado del otro, como si hubiera estado y tuviera que ser siempre así».
Desde la Plaza del Mercado y situados enfrente de la Iglesia de los Santos Juanes se pueden apreciar dos cuerpos separados por una torre almenada. A un lado se perciben arcos ojivales de profusa decoración, acompañados de impostas, molduras y pináculos, elaborados por escultores de distinta procedencia, como Laurencius de la Picardía, Rolandus y Johan de Kassel , entre otros. El 27 de abril de 1484 se firmaron los acuerdos entre el administrador de la fábrica de la Lonja y los escultores «magistri in arte pétrea subtiles inventores, Rolandus de Salemanya et Laurencius Picart», para elaborar la ventana de la torre que mira hacia el mercado. En el contrato se acuerda esculpir un adorno «de buenas fulles a voluntat del mestre Pere Compte» y también se dice que «todas estas cosas han de ser hechas y bien acabadas a conciencia del dicho maestro Pere Compte, como es el trabajo de todas las dichas hojas, y que el dicho maestro Compte les haya de dar las piezas cortadas y realizadas todas las molduras».
| Los edificios emblemáticos de la plaza del Mercado de Valencia. | Los edificios emblemáticos de la plaza del Mercado de Valencia. | Los edificios emblemáticos de la plaza del Mercado de Valencia. | Los edificios emblemáticos de la plaza del Mercado de Valencia. |
| --------------------------------------------------------------- | --------------------------------------------------------------- | --------------------------------------------------------------- | --------------------------------------------------------------- |
|                                                                 |                                                                 |                                                                 |                                                                 |
| Fachada del Mercado Central.                                    | Fachada de la Lonja de la Seda.                                 | Fachada de la iglesia de los Santos Juanes.                     |                                                                 |

### Esculturas
Los detalles escultóricos de la Lonja de la Seda, presentes en puertas, ventanas y gárgolas del edificio, son extraordinariamente deliciosos y llenos de buen humor. El pórtico de entrada de la Lonja es llamado «el portal de los pecados» pues en él se encuentran labrados los pecados originales del hombre representados por varias figuras desnudas. En el parteluz se encuentra la representación de la brujería y sobre ella en la parte superior una imagen de la Virgen con el Niño, simbolizando el poder que tenía precisamente sobre la brujería. En ambos lados de esta puerta se encuentran unas grandes ventanas de estilo gótico coronadas con el escudo de la ciudad.

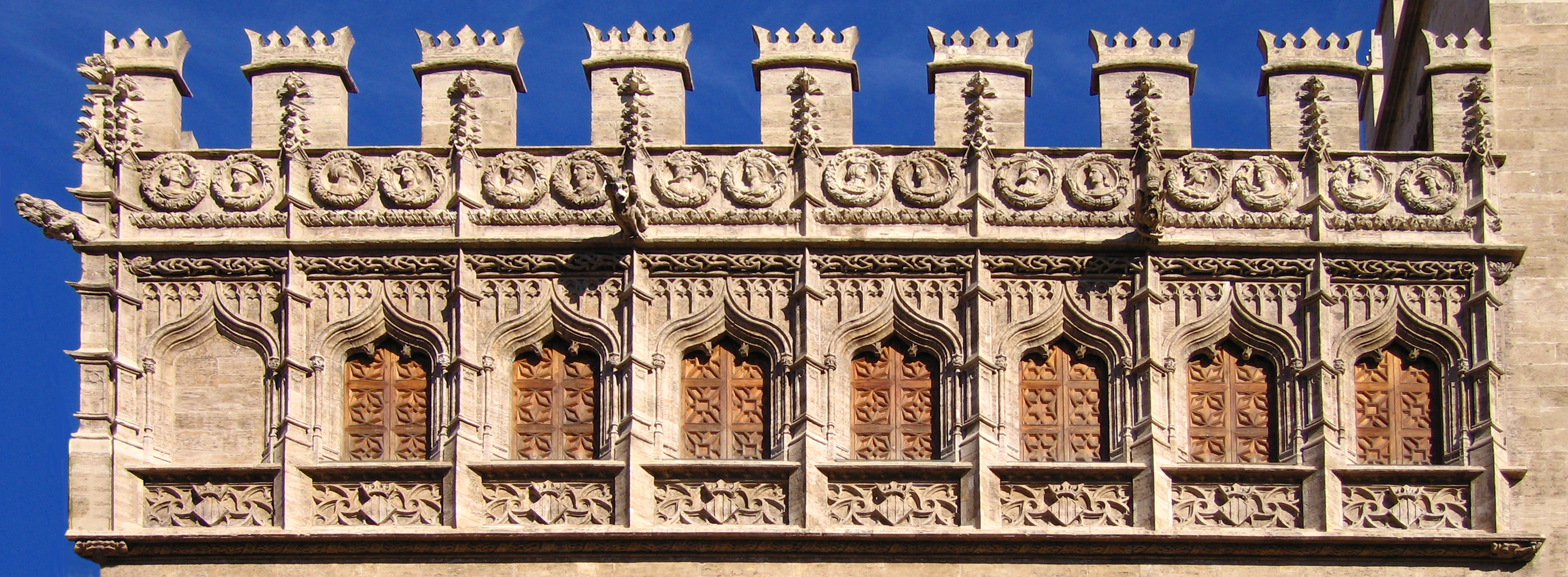
Detalle del piso superior de la fachada del pabellón del consulado, se compone de un bloque de ocho ventanas, una de ellas cegada.

El piso superior de la fachada del pabellón del consulado, se compone de un bloque de ocho ventanas, una de ellas cegada, con arcos conopiales. La decoración de esta área es por debajo de cada ventana con el escudo de la ciudad, mientras que en la parte superior se hallan unos medallones en forma de friso, que representan reyes, emperadores y otros personajes. Aquí se ve la influencia renacentista, concebido el edificio como un templo de «la fama» , idea que remonta de la Antigüedad clásica y que se imita en el Renacimiento. El friso se remata con merlones adornados con la corona real y unas gárgolas.
Las gárgolas góticas, en número de 28, también son un elemento característico. Empleadas para desaguar la lluvia de los tejados, representan animales fantásticos, monstruos y personas en actitudes satíricas e indecorosas.

### Heráldica
Dentro de la gran temática de la escultura de La Lonja hay que destacar las representaciones heráldicas del símbolo real de la Corona de Aragón, de la Ciudad y del Reino de Valencia, esto es, la señal conocida tradicionalmente como el escudo de las cuatro barras.
Dos escudos sobresalen de entre todos los demás, el escudo más bello y conocido es el que presenta un escudo real sostenido por dos tenantes (ángeles) y situado en el ángulo entre la plaza del Mercado y la calle de Pere Compte, y en segundo lugar es un escudo situado en el ángulo entre las calles de La Lonja y de Pere Compte (plaza del Dr. Collado), que muestra,  además, una inscripción en la filacteria con el inicio de las obras, donde se lee:
| La noble ciutat i leal de Valencia ab cor de acabar la mia excellencia me ha començat a cinch de Febrer del any que corrent se comta en ver MCCCCLXXXIII | La noble y leal ciudad de Valencia con voluntad de acabar mi excelencia me ha empezado en cinco de febrero del corriente año MCCCCLXXXIII |

|  |  |  |

## Opiniones
La Lonja de la Seda no es solo el edificio más célebre de la ciudad, sino el único distinguido como Patrimonio de la Humanidad en la Comunidad Valenciana. El mérito y la belleza arquitectónica del edificio ha sido alabado desde bien antiguo. 

... en la actualidad se está edificando allí una casa magnífica , que llaman «lonja», donde se reúnen todos los mercaderes para tratar de sus asuntos.  Es una casa alta, construida de piedra picada y de esbeltas columnas. […] está acabada casi hasta el tejado [...] tendrá un huerto con variados frutos y una fuente altísima, con una capilla, donde diariamente se dirán dos misas […] será más airosa y más bella que la lonja de Barcelona
Hieronymus Münzer, 1495

La Lonja fue alabada por personas de formación clasicista, no muy acordes con el estilo gótico. Como el crítico Antonio Ponz a finales del siglo XVIII, que comentó:

...fábrica verdaderamente magnífica […] lo mejor en la forma gótica.
Antonio Ponz

Y del académico Vicent Noguera, en 1783:

... majestuoso modelo de la arquitectura, aunque labrado sobre gusto gótico, todo respira exactitud, proporción, elevación y grandeza.
Vicent Noguera, 1783

El historiador y filólogo Manuel Sanchis Guarner la definió como:

El edificio público más famoso, bello y característico de la Valencia «hanseática», es decir, de los burgueses mercaderes. […] uno de los mejores monumentos del gótico civil de toda Europa.
Manuel Sanchis Guarner

El escritor Joan Fuster indicó:

La construyeron los mercaderes cuatrocentistas para sala de contrataciones, y es nuestro mejor gótico civil. […] se ha podido afirmar con razón que la arquitectura valenciana magnífica las formas catalanas anteriores: las Torres de Serrans, la Puerta Real del monasterio de Poblet; el Micalet, el campanario de la Seu Vieja de Lérida; […] otra Lonja famosa la de Palma...
Joan Fuster

Joan Francesc Mira dice que:

La Lonja […] es del estilo de las lonjas catalanas del siglo XV, como la de Mallorca, pero más grande y más bella, […] es también, o sobre todo, el espacio singular y bellísimo del salón de las columnas: columnas esbeltas, helicoidales, perfectas, que se abren en veinte metros de altura para formar nervaduras y bóvedas estrelladas. Una impecable maravilla, orgullo de la ciudad y de los mercaderes que la construyeron.
Joan Francesc Mira